# ル・カネ
ル・カネ （Le Cannet）は、フランス、プロヴァンス＝アルプ＝コート・ダジュール地域圏、アルプ＝マリティーム県の都市。カンヌ湾を見下ろす緩やかな斜面の丘にある。画家ピエール・ボナールが晩年を過ごした地としても知られる。

## 地理
カンヌ港の北、地中海から2km離れている。沖合いにはレラン島が見える。マデイラ島から戻り、1862年にこの地を見出したピエトラ・サンタより、『フランスのマデイラ』（le Madère de la France）と別称をつけられた。

## 歴史

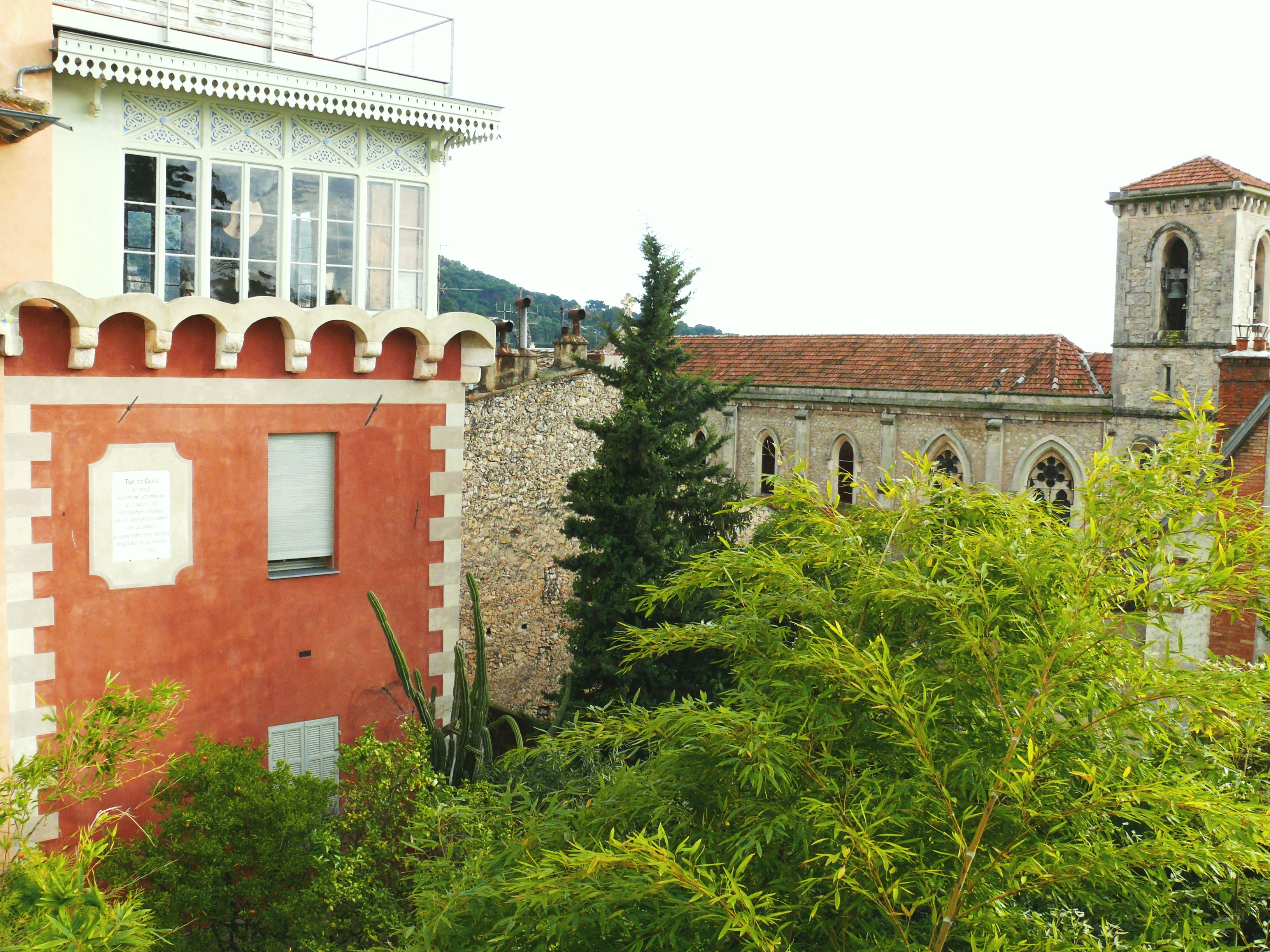
サント＝フィロメナ教会とカルヴィ塔

非常に古くからローマ人が移住し、彼らはオリーブの木を植えてOlivetumと名づけた。
15世紀、レラン島からやってきた修道士が、ヴァル・ドネイユ（現在はインペリアの一部）出身の世帯を引き連れやってきて、土地を清め耕した。1441年、レラン修道院はシルヴェストル・カルヴィにル・カネの土地を授けた（これがコミューン最古の記録である）。1441年から1550年までに140世帯がル・カネに移住し、彼らの一部は地区の名に自らの姓をつけた。レ・ダニ、レ・ザルディソン、カルヴィなどである。
1778年まで、ル・カネはカンヌとムージャン、2つのコミューンに分かれていた。

## 人口統計
ル・カネ住民の年齢層は相対的に高い。60歳以上が31%ほどを占める。

## 関係者

### 出身者
- ルネ・ヴィエット - 自転車競技選手

### 居住その他ゆかりある人物
- ジョルジェット・ルブラン - 歌手、女優、作家。1941年10月27日、療養中にル・カネで没する。墓もここにある。
- クロード・アヴリーヌ - 作家

## 姉妹都市
- ラファイエット (ルイジアナ州)、アメリカ合衆国
- ボーポート、カナダ
- ケーニクシュタイン・イム・タウナス、ドイツ
- ベニドルム、スペイン
- ヴィラ・ド・コンデ、ポルトガル
- アグニビレクロウ、コートジボワール